# 弗里康
弗里康（法語：Fricamps，法語發音：[fʁikɑ̃]）是法国上法蘭西大區索姆省的一个市镇，属于亚眠区。

## 地理
弗里康（49°49'11"N, 1°59'50"E）面积5.55 平方千米，位于法国上法蘭西大區索姆省，该省份为法国北部沿海省份，北起加来海峡省和北部省，西接滨海塞纳省和大西洋英吉利海峡，南至瓦兹省，东临埃纳省。
与弗里康接壤的市镇（或旧市镇、城区）包括：比西莱普瓦、克鲁瓦罗、圣欧班蒙特努瓦、蒂约卢瓦拉拜。

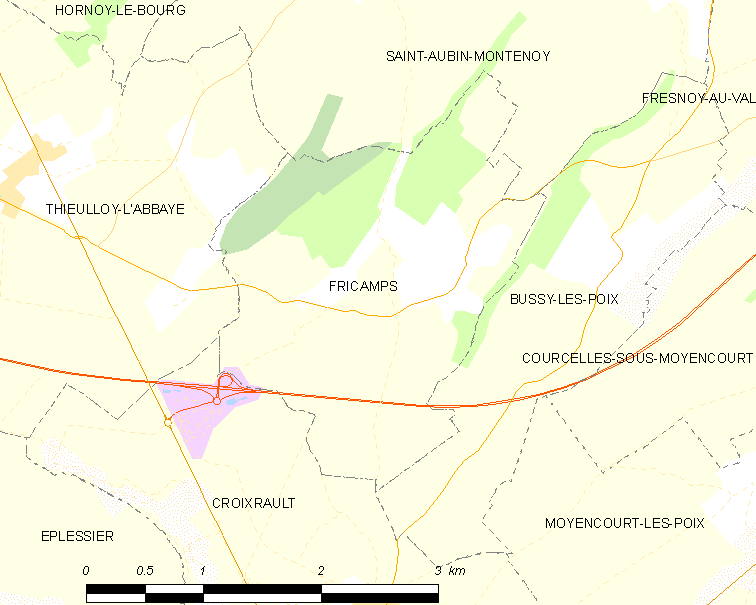
弗里康的OSM定位图

弗里康的时区为UTC+01:00、UTC+02:00（夏令时）。

## 行政
弗里康的邮政编码为80290，INSEE市镇编码为80365。

## 政治
弗里康所属的省级选区为皮卡第地区普瓦县。

## 人口

1962-2008年间弗里康人口变化图示

弗里康于2022年1月1日时的人口数量为179人。